# Charles-Louis Mollevaut
Charles-Louis Mollevaut est un écrivain et poète français né à Nancy en 1776 et mort à Paris en 1844.

## Biographie
Charles-Louis Mollevaut est le fils d'Étienne Mollevaut, avocat au parlement de Nancy.
Il devint, tout jeune encore, professeur de littérature à l'École centrale, puis au lycée de sa ville natale, suivit son père en Bretagne pendant la Terreur, lui servit ensuite pendant quelque temps de secrétaire, puis occupa successivement des chaires de rhétorique à Nancy (1806) et à Metz (1809).
M. de Fontanes lui ayant donné en 1811 une pension de professeur émérite, Mollevaut alla se fixer à Paris et devint en 1816 membre de l’Académie des inscriptions.

## Œuvres
Comme auteur original, on lui doit des poésies écrites en un style qui ne manque pas d'élégance, mais sans originalité. Nous citerons, entre autres : Élégies (Paris, 1816) ; Les Fleurs, poème en quatre chants (Paris, 1818) ; Poésies diverses (Paris, 1821) ; Cent fables en quatre vers chacune (Paris, 1820) ; Chants sacrés (Paris, 1824) ; Pensées en vers (Paris, 1829) ; La Postérité, ode (Paris, 1836), rééditée en 1839 avec cent Épigrammes de Martial, traduites pour la première fois ; Soixante fables nouvelles en quatrains (Paris, 1836) ; Cinquante sonnets (Paris, 1843).
Mais c'est surtout comme traducteur que Mollevaut s'est fait connaître. Presque toutes ses traductions en vers et en prose se font remarquer par une exactitude rigoureuse. Nous citerons ses traductions des Élégies de Tibulle, en vers (Paris, 1806) ; de Salluste (Paris, 1809) ; l’Énéide, en prose (Paris, 1810) ; l’Enéide, en vers (1822) ; Les Amours d'Ovide, en vers (Paris, 1821) ; Anacréon, en vers (Paris, 1825) ; l’Art poétique d'Horace, en vers (Paris, 1835), etc. 

## Source
- « Charles-Louis Mollevaut », dans Pierre Larousse, Grand dictionnaire universel du XIXe siècle, Paris, Administration du grand dictionnaire universel, 15 vol., 1863-1890 [détail des éditions].